# ジャック・クラーク (1924年生のオーストラリアンフットボール選手)
ジャック・クラーク（Jack Clark, 1924年8月2日 - 2012年10月5日）は、オーストラリアンフットボール選手。ヴィクトリアン・フットボール・リーグ (VFL) のノース・メルボルン・フットボール・クラブに所属した。